# 이반 시베도프
이반 시베도프(러시아어: Иван Шведов, 1969년 9월 21일 ~ )는 러시아 출신의 배우이다. 몇몇 할리우드 영화에서 러시아 출신 캐릭터를 연기했는데 눈에 뜨이는 배역으로는 《미션 임파서블: 고스트 프로토콜》(2011)의 레오니트 역이 있다.

## 출연 작품
- 《에너미 앳 더 게이트》(2001년) - 볼로댜 역
- 《희미한 불빛》(2003년) - 콜리아 역
- 《본 슈프리머시》(2004년)
- 《올모스트 헤븐》(2005년)
- 《더 본 맨》(2009년) - 이고르 역
- 《위 아 더 나이트》(2010년) - 반 고흐 역
- 《슈테판 츠바이크: 패러웰 투 유럽》(2016년, 다큐멘터리=